# ألكسندر كيكولي
ألكسندر س.كيكولي (بالإنجليزية: alexander S. Kekulé) هو طبيب كيميائي ألماني. وتولى منذ عام 1999 رئاسة قسم علم الأحياء المجهرية الطبية وعلم الفيروسات بجامعة مارتن لوثر هالي-ويتنبرغ، ومدير معهد علم الأحياء المجهرية الطبية التابع لمستشفى هال الجامعي.

## الحياة
كيكولي هو ابن المؤلفة داغمار كيكولي وحمل عند الولادة اسم أورتش من زوج أمه المخرج فولفغانغ أورتش، وحفيد أوغست كيكولي. وقد التحق بمدرسة والدورف ومدرسة روبرشت-جيمنازيوم ميونخ، حيث تلقى تعليمه في عام 1979. درس الفلسفة والكيمياء الحيوية والطب البشري في جامعة فراي في برلين وفي جامعة لودفيغ-ماكسيميليان-جامعة ميونيخ حتى عام 1987. 1988 عمل كمساعد صيفي لشركة ماكينزي للاستشارات الإدارية في مدينة نيويورك (الولايات المتحدة الأمريكية). من عام 1988 إلى عام 1993 أجرى البحث مع بيتر هانز Hofschneider في معهد ماكس بلانك للكيمياء الحيوية في Martinsried (بافاريا). حصل عام 1990 على شهادة في الكيمياء الحيوية من جامعة برلين الحرة و 1992 في الطب في جامعة لودفيغ ماكسيميليان في ميونيخ الدكتوراه. وفي عام 1993 حصل على شهادة في علم الأحياء المجهرية الطبية.

## مجالات البحث
تركز أبحاث كيكولي على الأمراض المعدية والحماية المدنية البيولوجية وأخلاقيات البيولوجيا. في عام 1992، بحثا عن الأسباب الجزيئية لسرطان الكبد، وقال انه ومجموعته البحثية كانت قادرة على إظهار أن الجين العاشر من فيروس التهاب الكبد ب ينشط تتالي الإشارات في خلايا الكبد التي هي أيضا مسؤولة عن تطوير السرطان المواد الكيميائية هي المسؤولة.

## الجوائز والتكريمات
حصل كيكولي على جائزة هانز بوبر للبحوث الأساسية للرابطة الدولية لدراسة الكبد (1992) وجائزة كارل هاينريش باور التذكارية لأبحاث السرطان (1990) لعمله في مجال إنتاج السرطان بواسطة الفيروسات. كما حصل على جائزة الترويج للجمعية الألمانية للنظافة وعلم الأحياء الدقيقة. (1991)، الجائزة التي منحتها مؤسسة فيربان دير تشيماشين إندستري (1991) وجائزة الصحافة لمؤسسة سميث كلاين بيتشام (1997). وكان حاصلا على منحة دراسية من المؤسسة الأكاديمية الوطنية الألمانية.

## كوفيد 19 (COVID-19)
وفي سياق وباء COVID-19 ، أعرب كيكولي علنا في عدة مناسبات عن أن ألمانيا ليست مستعدة بما فيه الكفاية لاحتمال حدوث وباء.في حين انه كان يعتقد في البداية أن الفيروس لا يشكل تهديدا كبيرا، وفي وقت لاحق دعا الكثير من تدابير أكثر صرامة لمكافحة الوباء، مثل التدخلات في المطارات الألمانية. ومع بداية الوباء في ألمانيا، دعا كيكولي بقوة إلى طلبه «عطلة كورونا» لمدة أسبوعين للمدارس ورياض الأطفال، التي نفذت اعتبارا من يوم الاثنين، 16 آذار / مارس 2020. وينبغي إلغاء جميع الأحداث الرئيسية وتخفيض السفر الداخلي داخل ألمانيا إلى الحد الأدنى. وحذر أيضا من «سيناريوهات الرعب العظمى» فيما يتعلق بانتشار فيروس كورونا في ألمانيا.
وفي 11 نيسان / أبريل 2020، اقتبست صحيفة الديلي تيليغراف من كيكولي قوله إنه ينبغي للشعب الألماني «أن يصيب الشباب ويعزل المعرضين للخطر». وقال إن الإغلاق «في خطر من الاستمرار لفترة طويلة جدا والتسبب في أضرار أكثر من الفيروس».

## روابط خارجية
- الكسندر كيكولي على موقع IMDb (الإنجليزية)
- الكسندر كيكولي على موقع مونزينجر (الألمانية)
- الكسندر كيكولي على موقع قاعدة بيانات الفيلم (الإنجليزية)